# 兰亭论辩
兰亭论辩，指1965年郭沫若发文称《兰亭序》非王羲之所作引发的学术辩论。

## 历史
1965年6月，郭沫若在《文物》杂志发表文章《由王谢墓志的出土论到兰亭序的真伪》。6月10日至11日，《光明日报》全文转载。郭沫若根据1965年南京出土的《王兴之夫妇墓志》、《谢鲲墓志》等墓志，观点是：传世《兰亭序》的作者并非王羲之，推论《兰亭序》的文章和墨迹均是王羲之的第七代孙智永所依托。
南京书法家高二适写就文章《〈兰亭序〉的真伪驳议》，却因各家报社慑于郭沫若和背后撑腰的康生而拒绝刊登。于是高二适将文章寄给时任中央文史馆馆长章士钊。章士钊7月16日将高二适的文章转呈毛泽东。毛泽东看了章士钊的信及高二适的文后，7月18日回信给章。同日，毛泽东也给郭沫若发去了一信。
7月23日，高二适在《光明日报》上发表《〈兰亭序〉的真伪驳议》反驳这种说法，认为郭沫若以两块碑石而断东晋只有隶书一种字体，孤证不立，偏难概全。8月，郭沫若在《文物》发表《〈驳议〉的商讨》。10月，《文物》发表启功《〈兰亭〉的迷信应该破除》、于硕（郭沫若夫人于立群笔名）《〈兰亭序〉并非铁案》。11月，《文物》发表徐森玉《〈兰亭序〉真伪之我见》、赵万里《从字体上试论〈兰亭序〉的真伪》。12月，《文物》发表李长路《〈兰亭序帖〉辩妄举例》。1973年李长路还写了《〈兰亭〉辩妄举例小补》。1966年第1期的《中山大学学报》发表了商承祚《论东晋的书法风格并及〈兰亭序〉》。
关于《兰亭序》真伪的论辩约进行了五六个月，1965年11月姚文元《评新编历史剧〈海瑞罢官〉》发表后，学界的注意力转移到这一方面。

## 后续
1972年郭沫若在《文物》上发表《新疆新出土的晋人写本〈三国志〉残卷》，再次認定《兰亭序帖》必然是伪迹。
1998年，南京市博物馆再次在南京东郊挖掘六朝古墓群，出土了两方砖质墓志，为与王羲之同代的名臣东晋侍中、广陵人高崧及其夫人谢氏的合葬墓。东晋名臣高崧卒于公元366年，夫人谢氏卒于公元355年，而王羲之卒于公元361年，可以说，他生活在同一时代。这两块墓志上的书法是楷书体，这就更为这场《兰亭序》真伪之辩，提供了重要佐证。在南京周边，还有30块左右墓碑，东晋墓碑出土地点也不只是南京，还有在丹阳、马鞍山出土的，从书体上来看，不只是有隶，而且行楷或隶楷兼有。这些考古发现表明：六朝的书体在转型之中，多种书体并存，东晋时期不仅仅只存在隶书，《兰亭序》应该就是王羲之所作。2003年秋，南京北郊象山又发掘了三座东晋王氏家族墓葬，墓志隶书体带楷意，这些都为高二适一派提供了新佐证。
书法家启功晚年在《口述自传》中说：“现在想起来我当时也够胡说八道的了，但不这样写不行。”启功的老师陈垣本来也是主张《兰亭》为真的，当时也只能“赞同”郭沫若的观点，但要他写文章支持，他却搪塞过去了。对于兰亭序的新争论，中国国家图书馆研究员吴元真说：“一个书法家在不同时期写出来的字也会有不同的特点，《兰亭序》确实是王羲之的作品。”中国书法家协会会员高卫中表示：“《兰亭序》是王羲之的代表作，这一点被历代帝王甚至大书法家们所认同，而就其本身的艺术价值而言，《兰亭序》在中国书法史上的地位是不可撼动的。”

## 扩展阅读
- 《兰亭论辩》，本书是双方文章的合集。